# Mate Trojanović
Mate Trojanović (20 de mayo de 1930-27 de marzo de 2015) fue un deportista yugoslavo que compitió en remo.

## Biografía
Participó en los Juegos Olímpicos de Helsinki 1952 en remo en la modalidad de 4 sin timonel. Participó junto a Duje Bonačić, Velimir Valenta y Petar Šegvić. En la primera ronda, participando en la segunda serie, hizo un tiempo de 6:34.4, siendo el mejor tiempo y por lo tanto pasando a la siguiente ronda. Tras su clasificación, participó en la segunda semifinal, con un tiempo de 7:01.1, siendo de nuevo el mejor de la semmifinal, obteniendo el pase a la final. Ya en la final, y tras conseguir un tiempo de 7:16.0, casi tres segundos más rápido que el equipo francés, se hizo con la medalla de oro.
Falleció el 27 de marzo de 2015 en Maribor a los 84 años de edad.

## Palmarés internacional
| Juegos Olímpicos | Juegos Olímpicos     | Juegos Olímpicos | Juegos Olímpicos   |
| Año              | Lugar                | Medalla          | Prueba             |
| ---------------- | -------------------- | ---------------- | ------------------ |
| 1952             | Helsinki (Finlandia) | Medalla de oro   | Cuatro sin timonel |